# Komitet Konsultacyjny Bretanii
Komitet Konsultacyjny Bretanii (fr. Comité Consultatif de Bretagne) – bretoński organ doradczy władz Francji Vichy podczas II wojny światowej.
Komitet został utworzony przez vichystowskiego prefekta regionu Bretania Jeana Quénette 11 października 1942 roku. Następnego dnia odbyło się w Rennes pierwsze zebranie. W jego skład weszły 22 osoby; bretońscy intelektualiści, ludzie sztuki i nauki, politycy, przedstawiciele arystokracji, w tym bretońscy nacjonaliści. Wśród nich byli m.in. Francis Even, Pierre Mocaer, ojciec Jean-Marie Perrot, senator Roger Grand, markiz R. de L’Estourbeillon, A. Dezarrois, księżna i książę de Rohan, Prosper Jardin, Yann Fouéré, James Bouillé, Léon Le Berre, René Daniel, Joseph Martray, Florian Le Roy, François Taldir-Jaffrenou. Przewodniczącym był prefekt J. Quénette. 
Zadaniem Komitetu było przyznanie Bretanii większych praw politycznych, kulturalnych, oświatowych i społecznych oraz ożywienie jej kultury i zwyczajów. W rzeczywistości władze Francji Vichy chciały jedynie stworzyć wrażenie przyznania Bretanii większych praw, gdyż w rzeczywistości nie popierały tego. Komitet zakończył działalność w 1944 roku.